# Saint-Germain-sur-École
Saint-Germain-sur-École is een gemeente in het Franse departement Seine-et-Marne (regio Île-de-France) en telt 328 inwoners (1999). De plaats maakt deel uit van het arrondissement Melun.

## Geografie
De oppervlakte van Saint-Germain-sur-École bedraagt 2,5 km², de bevolkingsdichtheid is 131,2 inwoners per km².
De onderstaande kaart toont de ligging van Saint-Germain-sur-École met de belangrijkste infrastructuur en aangrenzende gemeenten.

## Demografie
Onderstaande figuur toont het verloop van het inwonertal (bron: INSEE-tellingen).